# Sisymbrium macroloma
Sisymbrium macroloma là một loài thực vật có hoa trong họ Cải. Loài này được Pomel miêu tả khoa học đầu tiên.